# Emil Zátopek
Emil Zátopek (Kopřivnice, 19 de setembro de 1922 — Praga, 22 de novembro de 2000) foi um atleta tcheco. Em 2012, foi imortalizado no Hall da Fama do atletismo, criado no mesmo ano como parte das celebrações pelo centenário da IAAF.

## Biografia
Sexto filho de uma família pobre, tornou-se um dos maiores nomes do atletismo em todos os tempos e recebeu o apelido de "Locomotiva de Praga" ou "Locomotiva Humana".
É o único homem a vencer os 5 000 metros, 10 000 metros e a maratona numa mesma Olimpíada. O feito aconteceu nos Jogos de 1952, em Helsínquia, na Finlândia.
Zátopek já havia participado da Olimpíada de Londres de 1948, quando foi medalhado com o ouro nos 10 000 m e a prata nos 5 000 m. Mas foi em Helsínquia, aos trinta anos de idade, que conseguiu sua façanha gloriosa: venceu os 10 000 m com o novo recorde olímpico de 29 min 17 s. Quatro dias depois, conquistou a medalha de ouro nos 5 000 m com o tempo de 14 min 6 s 6. E três dias depois, enfrentava a maratona no que era a sua primeira experiência na distância. Como era "caloiro", Zátopek resolveu acompanhar os "especialistas" e acabou vencendo com o novo recorde olímpico de 2h 23 min 4 s.
Ao todo, Zátopek bateu vinte recordes mundiais em distâncias variando de 5 000 m a 30 000 m. Em 1951 tornou-se o primeiro homem a cobrir 20 km em uma hora (20 052 m). Ainda participou da maratona dos Jogos de 1956, apenas 45 dias depois de se submeter a uma cirurgia de hérnia. Apesar de o médico lhe recomendar ficar dois meses sem correr, Zátopek completou a maratona em sexto lugar.
Zátopek foi casado com uma atleta, também checa, de Lançamento do dardo. Trata-se de Dana Zátopková, que nasceu no mesmo dia, mês e ano que ele e também foi campeã olímpica. Na tradição deles não se permitia o casamento se a mulher fosse mais velha que o homem, mas Zátopek veio a provar que Dana era mais nova que ele algumas horas, e então puderam se casar sem choque contra a cultura deles.
Em 1968 foi expulso do Partido Comunista após participar da Primavera de Praga, movimento de contestação ao poder da União Soviética.

### Zátopec no Brasil
Em 31 de dezembro de 1953 Zátopec competiu na famosa Corrida de São Silvestre, criada pelo jornalista Cásper Líbero para ser disputada no último dia de cada ano. O corredor checo venceu com facilidade sob os aplausos de todos os espectadores.

### Morte
Zátopek foi hospitalizado em 30 de outubro de 2000 após um AVC, no Hospital Militar Central de Praga, vindo a falecer a 22 de novembro de 2000.

### Pioneiro no treinamento desportivo
Na verdade Zátopek é uma referência no treino desportivo (no período pré-científico) por utilizar estratégias de treino nunca antes vistas. Ele utilizou o "interval training" pela primeira vez, fornecendo bases empíricas para as futuras pesquisas científicas sobre esse método.